# Montecalvario
(Stendhal)
Montecalvario (in napoletano Muntecalvario) è un quartiere di Napoli, che assieme ad altri quartieri del centro storico della città (Avvocata, San Giuseppe, Porto, Pendino, Mercato) forma la seconda municipalità del comune.
Confina a sud coi quartieri Chiaia (Salita del Petraio, vico San Carlo alle Mortelle, Salita San Nicola da Tolentino, vico S.Nicola da Tolentino, Piazzetta Cariati, Salita Cariati) e San Ferdinando (Salita Cariati, Piazzetta Concordia, vico Concordia, Salita Concordia, vico Lungo Trinità degli Spagnoli, vicoletto Trinità degli Spagnoli, Piazzetta Trinità degli Spagnoli, via Trinità degli Spagnoli), ad est col quartiere San Giuseppe (via Toledo, Piazza Carità, Piazza Sette Settembre) a nord col quartiere Avvocata (via Tarsia, via Montesanto, Piazza Montesanto, via Olivella, Piazza Olivella, Salita Sant'Antonio ai Monti, Salita Cacciottoli, Piazza Leonardo) e ad ovest col quartiere Vomero (Piazza Leonardo, Salita Cacciottoli, viale Raffaello, largo San Martino, via Pedamentina San Martino).

## Monumenti e luoghi d'interesse
Il piano di espansione di Don Pedro de Toledo ampliava il perimetro delle mura realizzando una nuova arteria, dal monastero di Santo Spirito al convento di Monteoliveto, proseguendo fino alla Porta Reale, raccordando le direttrici dello sviluppo collinare ed ai borghi preesistenti, nonché alla città antica. Il disegno dell'ampliamento fu affidato a Giambattista Benincasa e Ferdinando Maglione. Sul lato opposto la Funicolare Centrale, col Teatro Augusteo (la prima opera di Nervi) e il palazzo Berio, disegnato da Vanvitelli (1772). Nella Pignasecca si trova Santa Maria di Materdomini, della fine del ‘500, e la Trinità dei Pellegrini, maestosa opera vanvitelliana, il cui scalone è oggi all'interno del cortile dell'ospedale (si accede da una porta laterale). Inoltre la maggior parte del territorio dei Quartieri Spagnoli si trova nei limiti di Montecalvario (70% circa dell'area denominata "Quartieri Spagnoli").

## Solidarietà sociale
Accanto ad un mix di famiglie di basso ceto sociale, impegnato principalmente nel terziario, vi è un secondo ceto di origine operaia e con adulti disoccupati o in mobilità. Giovanni Laino ha definito questi due gruppi quali “eduardiani” e “vivianiani” in omaggio agli omonimi celebri artisti del teatro partenopeo. Recentemente però sta emergendo un terzo gruppo rappresentato da immigrati, soprattutto di origine asiatica, impegnati nel commercio tessile e nella ristorazione.
La zona è stata interessata negli anni ottanta da un'intensa attività criminale con frequenti scontri da arma da fuoco tra bande camorristiche locali. È ancora diffuso, infatti, il vizio di ricorrere all'usura per affrontare frangenti di difficoltà economica, mentre la prostituzione, che aveva caratterizzato il quartiere fin dalle sue origini, risulta quasi del tutto debellata. A questi e a molti altri problemi cercano di far fronte le istituzioni e le associazioni locali tra cui le tre parrocchie locali, la “Casa Santa Maria Francesca” e l'”Associazione Quartieri Spagnoli” nata nel 1986 che si occupa di varie iniziative in favore dei minorenni tra le quali la ludoteca, i tirocini di orientamento al lavoro e le attività sportive.

## Prospettive su Montecalvario
Nel 2003 è stato avviato un programma di recupero denominato “Urban” che consiste nella pavimentazione in basolato e nell'illuminazione di alcuni assi viari del quartiere (via Toledo e Largo Baracche). Nel 2012 la riqualificazione dell'area è stata accompagnata dall'apertura della stazione metropolitana “Toledo”, con successiva inaugurazione, nel 2013, dell'annesso passante con ingresso a Largo Montecalvario. Il progetto “Sirena”, inoltre, mira al recupero dei “bassi”, cioè dei locali posti a livello stradale, riattandoli a nuova destinazione d'uso per promuovere l'artigianato ed il piccolo commercio locale.

## Monumenti e luoghi d'interesse
- Basilica dello Spirito Santo
- Chiesa della Concezione a Montecalvario
- Complesso di Santa Maria dello Splendore
- Museo del tessile e dell'abbigliamento Elena Aldobrandini
- Palazzo Della Porta
- Palazzo Buono
- Palazzo del Conservatorio dello Spirito Santo
- Palazzo del Nunzio Apostolico
- Palazzo Lieto
- Liceo Giambattista Vico
- Piazza Carità
- Vico Tre Re a Toledo